# Pentawer
Pentawer, còn viết là Pentawere hay Pentaweret, là một vương tử của pharaon Ramesses III thuộc Vương triều thứ 20 trong thời kỳ Ai Cập cổ đại. Ông chỉ được nhắc đến qua Cuộn giấy cói Tư pháp Turin (được lưu giữ tại Torino, Ý), là người đã thực hiện âm mưu sát hại vua cha để được kế vị.

## Âm mưu sát hại vua cha
Kế hoạch mưu sát Ramesses III đã được Tiy, một thứ phi của ông, cũng là mẹ của Pentawer sắp đặt từ trước, nhằm đưa con trai bà lên ngôi kế vị. Bà đã lôi kéo được một nhóm quan lại trong triều cũng như những người hầu cận để giúp truyền tin này ra ngoài hậu cung. Nhân lúc tình thế bất ổn của buổi đầu Lễ hội Thung lũng, Pentawer cùng nhóm phản loạn đã đột nhập vào hậu cung nơi Ramesses III đang ngự ở Medinet Habu để thực hiện kế hoạch giết vua.
Không rõ vì sao kế hoạch bị phát giác. Dưới triều Ramesses IV, người kế vị đồng thời là vua anh của Pentawer, tổng cộng có 28 phạm nhân bị hành quyết, riêng Pentawer và một số ít quan lại được cho tự sát.
Bản án dành cho Pentawer được viết như sau: Pentawere, đã được ban cho "một danh phận khác", bị đưa ra xét xử vì đã đồng mưu với mẹ mình là Tiy, khi bà ta đã mưu tính cùng các phu nhân trong hậu cung nhằm kích động nổi loạn chống lại đức vua. Hắn bị đưa đến trước đám người hầu để thẩm tra. Họ xét thấy hắn có tội và đã để mặc hắn tại đó. Hắn đã tự kết liễu đời mình.
Người Ai Cập cổ đại tin rằng, họ chỉ có thể đến được thế giới bên kia nếu thi hài được ướp xác. Bằng cách tự sát, Pentawer có thể tránh được số phận nhục nhã như những kẻ bị hành quyết, cũng như có thể về được thế giới bên kia.

## Xác ướp nghi vấn
Một xác ướp được tìm thấy trong hầm mộ DB320 cùng với Ramesses III chưa rõ danh tính, gọi là "Người đàn ông vô danh E", được một số nhà Ai Cập học tin rằng đó là của Pentawer. "Người đàn ông vô danh E" dường như được ướp xác nhanh chóng mà không loại bỏ não và nội tạng, quấn trong một tấm da dê/cừu (một vật ô uế đối với người Ai Cập cổ đại) và đặt trong một cỗ quan tài bằng gỗ tuyết tùng không trang trí. Những vết gọt đẽo nham nhở cho thấy quan tài đã được làm vội vàng để chôn xác ướp. Qua phân tích, xác ướp này ước chừng khoảng 18 tới 20 tuổi. Phân tích DNA của xác ướp Ramesses III và "Người đàn ông vô danh E" cho thấy cả hai đều có chung một nhóm đơn bội Y-DNA E1b1a, có thể cho thấy họ có mối quan hệ cha con.